# 22996 De Boo
22996 De Boo este un asteroid din centura principală de asteroizi.

## Descriere
22996 De Boo este un asteroid din centura principală de asteroizi. A fost descoperit pe 4 noiembrie 1999 la Socorro, New Mexico, în cadrul proiectului LINEAR. Asteroidul prezintă o orbită caracterizată de o semiaxă mare de 2,90 ua, o excentricitate de 0,06 și o înclinație de 1,3° în raport cu ecliptica.